# レッ釣りGO!
『レッ釣りGO!』（レッつりゴー）は、セガ・インタラクティブ（後のセガ）より発売された中型マスメダルプッシャーゲーム。2018年9月20日稼働開始。メダルバンクとの連動やその他限定コンテンツでAimeの使用が可能である。

## 概要
中央の液晶画面上に多数の魚が泳いでおり、各サテライトのフィールド上に存在する赤と黄色で塗り分けられた「ウキボール」を落とすことで魚釣りに挑戦することができる。またフィールド上には「金ボール」も存在し、これを5個落とし、サテライトチャレンジで当選することで、ボス魚の釣りに挑戦するジャックポットチャレンジを獲得することができる。
「ウキボール」、「金ボール」共に個数は各サテライトで固定されており、他のプッシャーゲームのようにボールを獲得するための抽選は存在しない。サテライトは4箇所ある。

## 遊び方
1. フィールド上に存在する「ウキボール」を落とすと釣り竿を獲得する。
2. さらに「ウキボール」を落とすことで「ウキウキチャンス」が発生し、釣り竿の強化や電撃ゲージなどのアイテムを獲得することができる。「ウキウキチャンス」の抽選は各サテライト上で行われ、ボールが穴に落下すると同時にモニター上のルーレットが停止し、出目が決定する。
3. 「Go!」ボタンを押下することで、魚釣りゲーム「フィッシングチャレンジ」へ進む。但し「金ボール」を含め合計10個ボールを落とした場合、強制的に「フィッシングチャレンジ」へ進む。
4. 「フィッシングチャレンジ」では、中央の液晶画面を泳いでいる魚を釣り竿で釣る。釣ることに成功すればメダル獲得。特定条件で魚を逃した場合、リトライチャンス（後述）が発生することがある。
  - 魚にはレベルが設定されており、レベルが高いほど配当が上がるが成功率は低くなる。釣り竿を強化したり電撃を使用することで成功率を上げることができる。
  - 配当は最低10枚、最高300枚であるが、ビッグサイズやキングサイズの魚を釣った場合、ビッグサイズは50枚、キングサイズは100枚プラスされる。
  - カメを釣った場合、背中にある宝箱を獲得することができる。宝箱には銅、銀、金の3種類が存在し、後者ほど期待度が上昇する。中身は以下の通り。
    - メダル50 - 500枚
    - みんなでゲーム（後述）
    - JPチャレンジ

  - 稀に金の魚がヒットすることがあり、釣れれば爆釣モード（後述）に突入する。
5. 「フィッシングチャレンジ」終了後、ボールはフィールドに返却される。

## ビンゴ
各サテライトに3x3のビンゴカードが存在し、各マスに魚が割り当てられている。割り当てられた魚を釣ることでマスが埋まり、1列並べばビンゴとなりメダル（初期値は100枚）やボーナスゲームを獲得することができる。ビンゴ成立後は成立したマスに魚が再び割り当てられ、次にビンゴした際のメダル配当が50枚ずつ上昇するが、一定時間ごとにステージが変更され、その際にメダル配当はリセットされる。
ジャックポット獲得直後は、ダイヤモンド型（中央の縦横ラインの上下左右に1マスずつ追加）のスペシャルビンゴカードが配られる。スペシャルビンゴカードはメダル配当が200枚固定となり、中央の縦横ラインのいずれかでビンゴが成立すればJPチャレンジを獲得することができる。1ラインでもビンゴが成立すると通常のカードに戻る。

## サテライトチャレンジ
フィールド上に存在する「金ボール」を5個落とすとサテライトチャレンジに突入する。抽選はウキウキチャンスと同様の方式で行う。初期状態でのルーレットの割り当ては以下の通り。
- サンライズJPC x 1マス
- サンセットJPC x 1マス
- メダル100枚 x 2マス
- メダル50枚 x 4マス
- メダル20枚 x 4マス

JPチャレンジを獲得できなかった場合、抽選された出目がいずれかのJPチャレンジのマスに変化し、リトライチャンス（後述）に挑戦することができる。
JPチャレンジを獲得した場合は、ルーレットは初期状態に戻る。

## ジャックポットチャレンジ
中央の液晶上に出現したボス魚の釣りに挑戦する。ジャックポットはサンライズJPとサンセットJPの2種類存在し、それぞれボス魚の種類が異なるが、ルールは同一。抽選は左右の2段クルーンを使用する。
上段のクルーンでは巻き取り数を決定する。1m、5m、10m、20mの4種類存在し、1mと20mは1マス、5mと10mは2マスずつ存在する。100m巻き取ればジャックポット獲得となる。
下段のクルーンではテンションメーターの増減を決定する。テンションメーターは2段階の状態から始まり、○（1マス）が出れば1段階減少、△（3マス）が出れば増減なし、×（6マス）が出れば1段階増加となる。5段階まで進むと糸が切れ獲得失敗となる（100m巻き取りと同時の場合は成功扱い）。獲得失敗の場合、リトライチャンス（後述）に挑戦することができる。リトライチャンスに挑戦しない場合は、巻き取り数に応じてメダルを獲得できる。
ジャックポット枚数はプログレッシブ方式となっており、工場出荷時の設定ではサンライズJP、サンセットJP共に初期値1000枚、最大値2500枚となっている。JP獲得後のプログレッシブ枚数は、リトライして獲得した場合はそのままとなる。リトライなしで獲得した場合はリセットされるが、最大値に到達していた場合のみ、キャリーオーバーがあればその分が加算される。
ジャックポットチャレンジの最中にウキボールを落とした場合、メダルやJP枚数増加（当該抽選のみ）などのアイテムを抽選する「ウキウキガチャ」が発生する。

## 爆釣モード
フィッシングチャレンジで金の魚を釣ることで突入するフリーゲーム。最初にエサ（抽選回数）が10個与えられ、ウキウキチャンスと同様の抽選方式で釣る魚を決定する。抽選された魚は確実に釣ることができ、ビンゴのマスを埋めることも可能。エサがなくなるか獲得枚数が9999枚になると終了となるが、抽選でエサが当選するとその数だけエサが追加される。

## みんなでゲーム「みんなで逃げろ！スゴロクでGO！」
カメを釣り上げた際、宝箱から出現すると突入するゲーム。スゴロク形式で後ろから追いかけてくるサメから逃げる。各プレイヤーはウキウキチャンスと同様の抽選方式で、サメはJPチャレンジの下段クルーンでサイコロの目を決定する。サメのサイコロの目は、○が1、△が2、×が5。サメに追いつかれるとそのプレイヤーは脱落となる。サメに追いつかれることなくゴールできたプレイヤーの数に応じてメダルを獲得できるほか、数マスおきに存在するメダルマスを通過することでもメダルを獲得できる。

## リトライチャンス
各種チャレンジに失敗した場合、100円課金することでリトライチャンスに挑戦することができる。抽選方式はウキウキチャンスなどと同様。挑戦できる条件は以下の通り。
- フィッシングチャレンジで高配当の魚、ビンゴが成立する魚、金の魚などを取り逃す（ランダムで発生）。当選した場合は必ずその魚を釣ることができる。
- サテライトチャレンジでJPチャレンジの獲得に失敗する（必ず発生）。当選した場合は再度サテライトチャレンジに挑戦できる。
- ジャックポットチャレンジでJPの獲得に失敗する（必ず発生）。当選した場合は再度ジャックポットチャレンジに挑戦できる。本抽選に限り「始めから挑戦」と「続きから再開」の2種類の当選マスがあり、前者は巻き取り数がリセットされ、後者は巻き取り数が維持される。なおリトライチャンスを繰り返し挑戦した場合に追加されるマスは必ず「始めから挑戦」となる。

失敗した場合も出目で選ばれたアイテムを獲得できる。また当選するまで何度でも挑戦可能で、失敗するたび当選マスが増加するが、当選後の再チャレンジ失敗後は再挑戦できない。
なおリトライチャンス以外で100円課金した場合は、メダル貸出＋アイテム抽選となる。

## Aime限定コンテンツ
前述の通りAimeを使用することで、メダルバンクから直接メダルを転送したり、限定コンテンツを利用したりすることができる。限定コンテンツは以下の通り。
- マイページ
釣った魚の数や釣り大会で獲得したトロフィーの数などを確認することができる。
- ずかん
釣った魚の種類を記録することができるほか、コンプリートするとボーナスとしてメダルを獲得することができる。
- しかけ
メダルを消費し、しかけをセットする。翌日4時以降に引き上げることができ、釣った魚の種類や数に応じてメダルを獲得することができる。
- 釣り大会
1週間で指定された条件に該当する魚を釣った数または大きさを競う。上位入賞者はトロフィーや称号を獲得することができる。